# 泰成
株式会社泰成（たいせい）は、日本のアダルトビデオメーカー。
GLAY'z（グレイズ）、LOTUS（ロータス）、チーム川崎の3ブランドで展開し、倫理団体は、ブランド毎に分割して展開していた。
2005年7月には、GLAY'sが日本初のUMD VIDEO『巨乳ナース 天衣みつ』などを発売。2006年8月には、GLAY'sが世界初のアダルトHD DVD『立花里子の奴隷部屋 野々宮りん』を発売。同年12月には、Blu-ray Discによるアダルトビデオを日本で初めて発売した。
2025年4月現在も、グレイズ、LOTUSは新規にリリースしている。

## グレイズTV
グレイズTVで配信していたメーカー
- 信州書店
- LUSTROUS
- キャンドゥ
- 小林興業
- combatzone
- Mrs.東京都
- ピーターズ
- LOTUS(ロータス)
- お母さん.com
- ビッグモーカル
- ゴーゴーズ
- JKF
- モモプリッ!
- BOINBB
- ブリット
- ホットエンターテイメント
- 青空ソフト
- 福岡素人映像社
- TMA
- I.B.WORKS
- 隼エージェンシー
- マキシング
- APA
- BATTLE（バトル）
- グレイズ
- チーム川崎

## 主なレーベル
- GLAY'z
  - GLAY'ｚ ONE
  - BURST
  - Cos-P
  - Lee（販売元はソフト・オン・デマンド）
- LOTUS
  - DAI ProjeKct
- チーム川崎
  - ヒットマン